# Natação no Campeonato Europeu de Esportes Aquáticos de 2016 - 100 m costas masculino
A prova dos 100 metros costas masculino da natação no Campeonato Europeu de Esportes Aquáticos de 2016 ocorreu nos dias 16 e 17 de maio em Londres, no Reino Unido. 

## Calendário
| Fase          | Data       | Hora  |
| ------------- | ---------- | ----- |
| Eliminatórias | 16 de maio | 10:37 |
| Semifinal     | 16 de maio | 18:17 |
| Final         | 17 de maio | 18:15 |

Todos os horários estão no horário local (UTC+0)

## Recordes
Antes desta competição, os recordes eram os seguintes:
| Recorde mundial       | Aaron Peirsol   | 51.94 | Indianápolis | 8 de julho de 2009   |
| Recorde europeu       | Camille Lacourt | 52.11 | Budapeste    | 10 de agosto de 2010 |
| Recorde do campeonato | Camille Lacourt | 52.11 | Budapeste    | 10 de agosto de 2010 |

## Medalhistas
| Ouro                  | Prata                     | Bronze                                           |
| Camille Lacourt (FRA) | Grigoriy Tarasevich (RUS) | Simone Sabbioni (ITA) · Apostolos Christou (GRE) |

## Resultados

### Eliminatórias
Esses foram os resultados das eliminatórias. 
| Pos. | Bateria | Raia | Nadador               | Nacionalidade | Tempo | Notas     |
| ---- | ------- | ---- | --------------------- | ------------- | ----- | --------- |
| 1    | 6       | 2    | Robert Glință         | Roménia       | 53.43 | Q,        |
| 2    | 5       | 6    | Apostolos Christou    | Grécia        | 53.77 | Q         |
| 3    | 5       | 3    | Shane Ryan            | Irlanda       | 54.21 | Q         |
| 4    | 5       | 5    | Yakov Toumarkin       | Israel        | 54.22 | Q         |
| 5    | 4       | 4    | Grigoriy Tarasevich   | Rússia        | 54.31 | Q         |
| 6    | 6       | 5    | Simone Sabbioni       | Itália        | 54.54 | Q         |
| 7    | 4       | 5    | Radosław Kawęcki      | Polónia       | 54.63 | Q         |
| 8    | 4       | 7    | Guy Barnea            | Israel        | 54.81 | Q         |
| 9    | 4       | 3    | Gábor Balog           | Hungria       | 54.86 | Q         |
| 10   | 5       | 4    | Chris Walker-Hebborn  | Reino Unido   | 54.94 | Q         |
| 11   | 6       | 4    | Camille Lacourt       | França        | 55.04 | Q         |
| 12   | 4       | 2    | Conor Ferguson        | Irlanda       | 55.06 | Q         |
| 13   | 4       | 6    | Tomasz Polewka        | Polónia       | 55.10 | Q         |
| 14   | 5       | 7    | David Gamburg         | Israel        | 55.14 |           |
| 14   | 6       | 3    | Christopher Ciccarese | Itália        | 55.14 | Q         |
| 16   | 5       | 1    | Jonatan Kopelev       | Israel        | 55.15 |           |
| 17   | 6       | 6    | Nikita Ulyanov        | Rússia        | 55.25 | Q         |
| 18   | 4       | 9    | Dávid Földházi        | Hungria       | 55.37 | Desempate |
| 18   | 6       | 9    | Ádám Telegdy          | Hungria       | 55.37 | Desempate |
| 20   | 5       | 9    | Tomáš Franta          | Chéquia       | 55.38 |           |
| 21   | 4       | 1    | Viktar Staselovich    | Bielorrússia  | 55.40 |           |
| 22   | 6       | 1    | Luke Greenbank        | Reino Unido   | 55.45 |           |
| 23   | 6       | 7    | Benjamin Stasiulis    | França        | 55.52 |           |
| 24   | 3       | 6    | Mattias Carlsson      | Suécia        | 55.53 |           |
| 25   | 2       | 4    | Petter Fredriksson    | Suécia        | 55.76 |           |
| 26   | 5       | 0    | Anton Loncar          | Croácia       | 55.83 |           |
| 27   | 5       | 8    | Ralf Tribuntsov       | Estónia       | 55.92 |           |
| 28   | 4       | 0    | Marcin Tarczyński     | Polónia       | 56.02 |           |
| 29   | 2       | 5    | Marko Rabar           | Croácia       | 56.09 |           |
| 30   | 6       | 8    | Carl-Louis Schwarz    | Alemanha      | 56.16 |           |
| 31   | 3       | 5    | Gabriel Lopes         | Portugal      | 56.17 |           |
| 32   | 3       | 2    | Ģirts Feldbergs       | Letônia       | 56.22 |           |
| 33   | 3       | 4    | Doruk Tekin           | Turquia       | 56.32 |           |
| 34   | 3       | 7    | Zámbó Balázs          | Hungria       | 56.39 |           |
| 35   | 3       | 3    | Kristian Komlenić     | Croácia       | 56.43 |           |
| 36   | 1       | 4    | Raphaël Stacchiotti   | Luxemburgo    | 56.48 |           |
| 37   | 3       | 8    | Ege Başer             | Turquia       | 56.60 |           |
| 38   | 2       | 7    | Baslakov İskender     | Turquia       | 56.66 |           |
| 39   | 1       | 5    | Karl Luht             | Estónia       | 56.76 |           |
| 39   | 6       | 0    | Michail Kontizas      | Grécia        | 56.76 |           |
| 41   | 2       | 2    | Teo Kolonic           | Croácia       | 56.79 |           |
| 42   | 1       | 3    | Endri Vinter          | Estónia       | 56.80 |           |
| 43   | 3       | 9    | Axel Pettersson       | Suécia        | 56.85 |           |
| 44   | 3       | 0    | Daniel Martin         | Roménia       | 56.91 |           |
| 45   | 4       | 8    | Joseph Hulme          | Reino Unido   | 57.21 |           |
| 46   | 2       | 6    | Nils Van Audekerke    | Bélgica       | 57.33 |           |
| 47   | 3       | 1    | Gytis Stankevičius    | Lituânia      | 57.41 |           |
| 48   | 2       | 0    | Boris Kirillov        | Azerbaijão    | 57.53 |           |
| 49   | 2       | 1    | Roman Dmitriyev       | Chéquia       | 57.56 |           |
| 50   | 2       | 3    | Pāvels Vilcāns        | Letônia       | 58.17 |           |
| 51   | 2       | 8    | Andrei Gussev         | Estónia       | 58.25 |           |
| 52   | 5       | 2    | Danas Rapšys          | Lituânia      | DNS   |           |

Desempate
Um desempate foi realizado para determinar o último classificado a semifinal. 
| Pos. | Raia | Nadador        | Nacionalidade | Tempo | Notas |
| ---- | ---- | -------------- | ------------- | ----- | ----- |
| 1    | 4    | Dávid Földházi | Hungria       | 55.26 | Q     |
| 2    | 5    | Ádám Telegdy   | Hungria       | 55.58 |       |

### Semifinal
Esses foram os resultados das semifinais. 
Semifinal 1
| Pos. | Raia | Nadador               | Nacionalidade | Tempo | Notas |
| ---- | ---- | --------------------- | ------------- | ----- | ----- |
| 1    | 4    | Apostolos Christou    | Grécia        | 53.36 | Q     |
| 2    | 3    | Simone Sabbioni       | Itália        | 53.86 | Q     |
| 3    | 5    | Yakov Toumarkin       | Israel        | 54.18 | Q     |
| 4    | 2    | Chris Walker-Hebborn  | Reino Unido   | 54.77 |       |
| 5    | 7    | Conor Ferguson        | Irlanda       | 54.99 |       |
| 6    | 6    | Guy Barnea            | Israel        | 55.03 |       |
| 7    | 1    | Christopher Ciccarese | Itália        | 55.06 |       |
| 8    | 8    | Dávid Földházi        | Hungria       | 55.35 |       |

Semifinal 2
| Pos. | Raia | Nadador             | Nacionalidade | Tempo | Notas |
| ---- | ---- | ------------------- | ------------- | ----- | ----- |
| 1    | 3    | Grigoriy Tarasevich | Rússia        | 53.70 | Q     |
| 2    | 7    | Camille Lacourt     | França        | 54.09 | Q     |
| 3    | 4    | Robert Glință       | Roménia       | 54.14 | Q     |
| 4    | 2    | Gábor Balog         | Hungria       | 54.20 | Q     |
| 5    | 5    | Shane Ryan          | Irlanda       | 54.39 | Q     |
| 6    | 1    | Tomasz Polewka      | Polónia       | 54.43 |       |
| 7    | 8    | Nikita Ulyanov      | Rússia        | 54.48 |       |
| 8    | 6    | Radosław Kawęcki    | Polónia       | 54.64 |       |

### Final
Esse foi o resultado da final. 
| Pos.              | Raia | Nadador             | Nacionalidade | Tempo | Notas |
| ----------------- | ---- | ------------------- | ------------- | ----- | ----- |
| Medalha de ouro   | 6    | Camille Lacourt     | França        | 53.79 |       |
| Medalha de prata  | 5    | Grigoriy Tarasevich | Rússia        | 53.89 |       |
| Medalha de bronze | 3    | Simone Sabbioni     | Itália        | 54.19 |       |
| Medalha de bronze | 4    | Apostolos Christou  | Grécia        | 54.19 |       |
| 5                 | 1    | Gábor Balog         | Hungria       | 54.35 |       |
| 6                 | 2    | Robert Glință       | Roménia       | 54.36 |       |
| 6                 | 7    | Yakov Toumarkin     | Israel        | 54.36 |       |
| 8                 | 8    | Shane Ryan          | Irlanda       | 54.49 |       |

Legenda
| Recorde mundial       | Recorde mundial (World record)               |                       | Recorde africano                      | Recorde africano (African) |                                           | Q | Classificado por posição (Qualified) |
| Recorde do campeonato | Recorde do campeonato (Championship record)  | Recorde da América    | Recorde da América (Americas)         | q                          | Classificado por melhor tempo (Qualified) |   |                                      |
| Melhor marca do ano   | Melhor marca do ano (World leading)          | Recorde asiático      | Recorde asiático (Asian)              | DNS                        | Não largou (Did not start)                |   |                                      |
| Recorde nacional      | Recorde nacional (National record)           | Recorde europeu       | Recorde europeu (European)            | DNF                        | Não terminou (Did not finish)             |   |                                      |
| Recorde pessoal       | Recorde pessoal do atleta (Personal best)    | Recorde da Oceania    | Recorde da Oceania (Oceania)          | DSQ / DQ                   | Desclassificado (Disqualified)            |   |                                      |
| Recorde da temporada  | Recorde da temporada do atleta (Season best) | Recorde sul-americano | Recorde sul-americano (South America) | NM                         | Sem marca (No mark)                       |   |                                      |